# Leonor da Câmara
Leonor da Câmara, primeira e única marquesa de Ponta Delgada, (Lisboa, 30 de maio de 1781 — Lisboa, 27 de março de 1850) foi uma aristocrata, aia e educadora da rainha D. Maria II de Portugal. Era filha do conde da Ribeira Grande e da sua segunda mulher, D. Maria Rita de Almeida, irmã mais nova da marquesa de Alorna. Mais tarde, foi aia e mestra da rainha D. Maria II de Portugal.

## Biografia
Dama da rainha D. Carlota Joaquina, quando, pelos fins de 1828, o Marquês de Palmela, tratando de escolher uma senhora da primeira nobreza, a quem encarregasse da educação da futura rainha, D. Maria, julgou que ninguém seria mais própria que D. Leonor da Câmara. Sendo o convite bem acolhido apesar das dificuldades que se opunham à saída de D. Leonor do reino, cuidou ela de dispor tudo e iludir a vigilância das autoridades miguelistas, e partiu de Lisboa às escondidas a 8 de fevereiro de 1829, entrou no serviço efectivo da jovem rainha em 10 de março, acompanhando-a ao Rio de Janeiro, França, Inglaterra, e por fim a Lisboa até 24 de novembro de 1833, quando foi despedida por D. Pedro IV de Portugal. 
A exoneração deu origem a grandes comentários, e ao passo que uns apontavam como perigosos os princípios religiosos e políticos que D. Leonor da Câmara inspirava à educanda, atribuíam outros a demissão como filha da indisposição que causara ao Duque de Bragança a ideia de que D. Leonor, na viagem do Rio para a Europa, em 1831, quis fazer desembarcar a rainha nos Açores. Este fato, reunido com os infundados rumores que por esse tempo corriam entre a oposição de pretender D. Pedro retomar a coroa de Portugal, deu causa a ilações que adquiriram grande voga, considerando-se D. Leonor da Câmara como vítima da sua extrema fidelidade à jovem rainha. 
Quis D. Pedro adoçar a exoneração, concedendo a D. Leonor da Câmara a pensão anual de réis 1.000$000, que ela não quis aceitar. Posteriormente, por decreto de 25 de janeiro de 1835, D. Maria II agraciou-a com o título de Marquesa de Ponta Delgada, em duas vidas, pelos serviços prestados, as muito singulares provas que sempre havia manifestado de leal e desinteressada dedicação. 
A segunda vida, de juro a herdade, devia ser verificada em seu sobrinho o 8.º Conde da Ribeira Grande, D. Francisco de Sales Maria José António de Paula Vicente Gonçalves Soares da Câmara, assim feito 1.º Marquês da Ribeira Grande, título para que foi mudado o de Ponta Delgada.